# Saison 2010-2011 des Bruins de Boston
Autres saisons
La saison 2010-2011 des Bruins de Boston est la 86e saison de hockey sur glace jouée par la franchise dans la Ligue nationale de hockey. Après avoir remporté la première place de la division Nord-Est et à la troisième place de la conférence de l'Est, ils remportent la sixième Coupe Stanley de leur histoire en battant les Canucks de Vancouver en sept rencontres.

## Pré-saison
Alors que les Oilers d'Edmonton remportent le premier choix lors de la loterie du repêchage d'entrée de 2010, les Bruins ont le deuxième choix bien qu'ayant disputé les séries éliminatoires la saison précédente : ils obtiennent cette bonne place à la suite de l'échange de Phil Kessel avec les Maple Leafs de Toronto en retour de leurs choix de première et deuxième ronde en 2010 et de première ronde en 2011. Après Taylor Hall choisi par les Oilers, Boston sélectionne Tyler Seguin, joueur de la Ligue de hockey de l'Ontario. Les Bruins échangent plus tard Dennis Wideman aux Panthers de la Floride et reçoivent en retour Gregory Campbell et Nathan Horton.
Les Bruins entament leur pré-saison par une victoire contre les Canadiens de Montréal mais les quatre matches suivants sont perdus à deux reprises contre les Panthers de la Floride puis, deux fois également, contre les Capitals de Washington. Les deux derniers matchs de pré-saison, qui sont joués en Europe, se soldent par deux victoires nettes contre les Belfast Giants et le HC Bílí Tygři Liberec.

### Choix de repêchage
| Ronde | Rang | Joueur            | Position       | Nationalité | Équipe junior                         |
| ----- | ---- | ----------------- | -------------- | ----------- | ------------------------------------- |
| 1     | 2    | Tyler Seguin      | Centre         | Canada      | Whalers de Plymouth (LHO)             |
| 2     | 32   | Jared Knight      | Centre         | États-Unis  | Knights de London (LHO)               |
| 2     | 45   | Ryan Spooner      | Centre         | Canada      | Petes de Peterborough (LHO)           |
| 4     | 97   | Craig Cunningham  | Ailier gauche  | Canada      | Giants de Vancouver (LHOu)            |
| 5     | 135  | Justin Florek     | Ailier gauche  | États-Unis  | Northern Michigan University (CCHA)   |
| 6     | 165  | Zabe Gothberg     | Gardien de but | États-Unis  | Thief River Falls High School (USHS)  |
| 7     | 195  | Maksim Tchoudinov | Défenseur      | Russie      | Severstal Tcherepovets (KHL)          |
| 7     | 210  | Zach Trotman      | Défenseur      | États-Unis  | Lake Superior State University (CCHA) |

### Arrivées et re-signatures
| Joueur            | Date             | Durée du contrat | Salaire      | Ancienne franchise                |
| ----------------- | ---------------- | ---------------- | ------------ | --------------------------------- |
| Iouri Aleksandrov | 30 mai 2010      | 2 ans            | 1 460 000 $  | Severstal Tcherepovets            |
| Shawn Thornton    | 4 juin 2010      | 2 ans            | 1 625 000 $  | re-signé                          |
| Dennis Seidenberg | 5 juin 2010      | 4 ans            | 13 000 000 $ | re-signé                          |
| Gregory Campbell  | 22 juin 2010     | 2 ans            | 2 200 000 $  | Panthers de la Floride            |
| Johnny Boychuk    | 24 juin 2010     | 2 ans            | 3 750 000 $  | re-signé                          |
| Mark Recchi       | 28 juin 2010     | 1 an             | 1 700 000 $  | re-signé                          |
| Jeremy Reich      | 1er juillet 2010 | 1 an             | 500 000 $    | Sound Tigers de Bridgeport        |
| Daniel Paille     | 1er juillet 2010 | 2 ans            | 2 150 000 $  | re-signé                          |
| Nathan McIver     | 3 juillet 2010   | 2 ans            | 1 025 000 $  | Moose du Manitoba                 |
| Nolan Schaefer    | 5 juillet 2010   | 1 an             | 500 000 $    | HK CSKA Moscou                    |
| Mark Stuart       | 9 juillet 2010   | 1 an             | 1 675 000 $  | re-signé                          |
| Andrew Bodnarchuk | 15 juillet 2010  | 1 an             | 577 000 $    | re-signé                          |
| Jeff LoVecchio    | 15 juillet 2010  | 1 an             | 605 000 $    |                                   |
| Adam McQuaid      | 15 juillet 2010  | 2 ans            | 1 150 000 $  | Penguins de Wilkes-Barre/Scranton |
| Tyler Seguin      | 3 août 2010      | 3 ans            | 2 700 000 $  | Whalers de Plymouth               |
| Blake Wheeler     | 30 juillet 2010  | 1 an             | 2 200 000 $  | Thrashers d'Atlanta               |
| Wyatt Smith       | 2 septembre 2010 | 1 an             | 500 000 $    | Penguins de Wilkes-Barre/Scranton |

### Départs
| Joueur             | Date             | Franchise suivante     |
| ------------------ | ---------------- | ---------------------- |
| Dany Sabourin      | 1er juillet 2010 | Capitals de Washington |
| Andy Wozniewski    | 20 mai 2010      | EV Zoug                |
| Mikko Lehtonen     | 17 août 2010     | Skellefteå AIK         |
| Guillaume Lefebvre |                  | HC Oceláři Třinec      |

### Matchs préparatoires

#### Septembre
| No | Date         | Visiteur               | Heure | Résultat | Score | Domicile               | Bilan | Aréna               | Chaîne de Télévision |
| -- | ------------ | ---------------------- | ----- | -------- | ----- | ---------------------- | ----- | ------------------- | -------------------- |
| 1  | 22 septembre | Bruins de Boston       | 19h30 | victoire | 4-2   | Canadiens de Montréal  | 1-0-0 | Centre Bell         | RDS, NESN (HD)       |
| 2  | 23 septembre | Bruins de Boston       | 19h00 | défaite  | 2-3   | Panthers de la Floride | 1-1-0 | BankAtlantic Center | NESN (HD)            |
| 3  | 25 septembre | Panthers de la Floride | 19h00 | défaite  | 3-2   | Bruins de Boston       | 1-2-0 | TD Garden           | NESN (HD)            |
| 4  | 28 septembre | Bruins de Boston       | 19h00 | défaite  | 2-3   | Capitals de Washington | 1-3-0 | Verizon Center      | NESN (HD)            |
| 5  | 29 septembre | Capitals de Washington | 19h00 | défaite  | 4-1   | Bruins de Boston       | 1-4-0 | TD Garden           | aucun poste          |

#### Octobre
| No | Date      | Visiteur         | Heure | Résultat | Score | Domicile              | Bilan | Aréna                  | Chaîne de Télévision |
| -- | --------- | ---------------- | ----- | -------- | ----- | --------------------- | ----- | ---------------------- | -------------------- |
| 6  | 2 octobre | Bruins de Boston | 14h00 | victoire | 5-1   | Belfast Giants        | 2-4-0 | Odyssey Arena          | aucun poste          |
| 7  | 5 octobre | Bruins de Boston | 13h00 | victoire | 7-1   | HC Bílí Tygři Liberec | 3-4-0 | Tipsport arena Liberec | aucun poste          |

## Saison régulière
La saison 2010-2011 des Bruins débute en République tchèque contre les Coyotes de Phoenix à Prague les 9 et 10 octobre et se solde par une victoire et une défaite. Entre le 9 octobre 2011 et le 10 novembre 2011, les Bruins conservent un bilan de sept victoires contre quatre défaites dont une en prolongation. Lors de cette série, le gardien de but des Bruins Tim Thomas remporte sept matches consécutifs et enregistre trois blanchissages pour une moyenne de 0,67 but accordé par match ; il s'agit de la meilleure moyenne dans la LNH pour les sept premiers matchs d'un gardien depuis plus de cinquante ans. Après avoir passé l'essentiel de la saison à la deuxième place de la division Nord-Est derrière les Canadiens de Montréal, ils prennent pour la première fois la tête de la division le 28 décembre à la suite d'une victoire 4-3 contre le Lightning de Tampa Bay, place qu'ils ne cèdent qu'une fois aux Canadiens début début janvier. Du 17 février au 1er mars, les Bruins jouent et remportent six matchs consécutifs à l'extérieur, Tuukka Rask, second gardien de Boston, gagnant quatre des six matchs, puis d'enchaînent sur une septième victoire d'affilée, à domicile cette fois. Alors que la date limite des transactions arrive, les Bruins reçoivent Chris Kelly des Sénateurs d'Ottawa, ils échangent Blake Wheeler et Mark Stuart contre Rich Peverley et Boris Valábik qui joue ensuite la fin de saison avec les Bruins de Providence, club-école de Boston. Le défenseur des Maple Leafs de Toronto, Tomáš Kaberle, est acquis par l'équipe en retour de Joe Colborne et de choix de repêchage.
Le 2 avril, les Bruins gagnent 3-2 contre les Thrashers pour s'assurer de la première place de la division Nord-Est. Ils terminent la saison à la troisième place de l'association de l'Est derrière les Capitals de Washington et les Flyers de Philadelphie avec 46 victoires, 25 défaites et onze défaites en prolongation pour 103 points. Milan Lucic est le meilleur buteur de l'équipe avec trente buts et David Krejčí est le meilleur passeur avec 49 passes. Lucic et Krejčí sont également les meilleurs pointeurs avec 62 points chacun. Zdeno Chára, le capitaine de l'équipe, a le meilleur différentiel +/- de la LNH avec +33 et remporte ainsi le trophée correspondant.

### Classement
| Équipe                      | PJ | V  | D  | DP | BP  | BC  | Pts |
| --------------------------- | -- | -- | -- | -- | --- | --- | --- |
| Bruins de Boston (3)        | 82 | 46 | 25 | 11 | 246 | 195 | 103 |
| Canadiens de Montréal (6)   | 82 | 44 | 30 | 8  | 216 | 209 | 96  |
| Sabres de Buffalo (7)       | 82 | 43 | 29 | 10 | 245 | 229 | 96  |
| Maple Leafs de Toronto (10) | 82 | 37 | 34 | 11 | 218 | 251 | 85  |
| Sénateurs d'Ottawa (13)     | 82 | 32 | 40 | 10 | 192 | 250 | 74  |

### Match après match
Ces tableaux reprennent les résultats de l'équipe au cours de la saison, l'équipe visiteuse étant inscrite en première.

#### Octobre
| No | Date       | Visiteur               | Heure | Résultat | Score | Domicile               | Bilan | Pts | Aréna               | Chaîne de Télévision                           |
| -- | ---------- | ---------------------- | ----- | -------- | ----- | ---------------------- | ----- | --- | ------------------- | ---------------------------------------------- |
| 1  | 9 octobre  | Coyotes de Phoenix     | 12h00 | défaite  | 5-2   | Bruins de Boston       | 0-1-0 | 0   | O2 Arena            | TSN (HD), Versus (HD), NESN (HD)               |
| 2  | 10 octobre | Bruins de Boston       | 10h00 | victoire | 3-0   | Coyotes de Phoenix     | 1-1-0 | 2   | O2 Arena            | NHL Network Canada, NESN (HD)                  |
| 3  | 16 octobre | Bruins de Boston       | 19h00 | victoire | 4-1   | Devils du New Jersey   | 2-1-0 | 4   | Prudential Center   | MSG Plus (HD), NESN (HD)                       |
| 4  | 19 octobre | Bruins de Boston       | 19h30 | victoire | 3-1   | Capitals de Washington | 3-1-0 | 6   | Verizon Center      | Versus (HD), RIS, TSN2 (HD)                    |
| 5  | 21 octobre | Capitals de Washington | 19h00 | victoire | 1-4   | Bruins de Boston       | 4-1-0 | 8   | TD Garden           | CSN-DC (HD), NESN (HD), NHL Network États-Unis |
| 6  | 23 octobre | Rangers de New York    | 19h00 | défaite  | 3-2   | Bruins de Boston       | 4-2-0 | 8   | TD Garden           | MSG (HD), NESN (HD)                            |
| 7  | 28 octobre | Maple Leafs de Toronto | 19h00 | victoire | 0-2   | Bruins de Boston       | 5-2-0 | 10  | TD Garden           | Leafs TV, NESN (HD)                            |
| 8  | 30 octobre | Bruins de Boston       | 19h00 | victoire | 4-0   | Sénateurs d'Ottawa     | 6-2-0 | 12  | Place Banque Scotia | CBC, NESN (HD)                                 |

#### Novembre
| No | Date        | Visiteur                  | Heure | Résultat                | Score | Domicile               | Bilan  | Pts | Aréna                 | Chaîne de Télévision                                       |
| -- | ----------- | ------------------------- | ----- | ----------------------- | ----- | ---------------------- | ------ | --- | --------------------- | ---------------------------------------------------------- |
| 9  | 3 novembre  | Bruins de Boston          | 19h00 | victoire                | 5-2   | Sabres de Buffalo      | 7-2-0  | 14  | HSBC Arena            | MSG-Buffalo, NESN (HD)                                     |
| 10 | 5 novembre  | Bruins de Boston          | 19h00 | défaite                 | 3-5   | Capitals de Washington | 7-3-0  | 14  | Verizon Center        | NESN (HD), CSN-DC (HD), NHL Network États-Unis             |
| 11 | 6 novembre  | Blues de Saint-Louis      | 19h00 | défaite en prolongation | 2-1   | Bruins de Boston       | 7-3-1  | 15  | TD Garden             | FSN Midwest, NESN (HD)                                     |
| 12 | 10 novembre | Bruins de Boston          | 19h00 | victoire                | 7-4   | Penguins de Pittsburgh | 8-3-1  | 17  | Consol Energy Center  | FSN Pittsburgh (HD), NESN (HD), RIS,NHL Network États-Unis |
| 13 | 11 novembre | Canadiens de Montréal     | 19h00 | défaite                 | 3-1   | Bruins de Boston       | 8-4-1  | 17  | TD Garden             | NESN (HD), RDS (HD), TSN (HD)                              |
| 14 | 13 novembre | Sénateurs d'Ottawa        | 19h00 | défaite                 | 2-0   | Bruins de Boston       | 8-5-1  | 17  | TD Garden             | CBC, NESN (HD)                                             |
| 15 | 15 novembre | Devils du New Jersey      | 19h00 | victoire                | 0-3   | Bruins de Boston       | 9-5-1  | 19  | TD Garden             | MSG Plus, NESN (HD)                                        |
| 16 | 17 novembre | Bruins de Boston          | 19h00 | victoire                | 3-2   | Rangers de New York    | 10-5-1 | 21  | Madison Square Garden | Versus, NESN (HD), MSG                                     |
| 17 | 18 novembre | Panthers de la Floride    | 19h00 | victoire                | 0-4   | Bruins de Boston       | 11-5-1 | 23  | TD Garden             | FSN Florida, NESN (HD)                                     |
| 18 | 20 novembre | Kings de Los Angeles      | 19h00 | défaite en prolongation | 4-3   | Bruins de Boston       | 11-5-2 | 24  | TD Garden             | FSN West (HD), NESN (HD)                                   |
| 19 | 22 novembre | Bruins de Boston          | 19h30 | défaite                 | 1-3   | Lightning de Tampa Bay | 11-6-2 | 24  | St. Pete Times Forum  | Versus, TSN2                                               |
| 20 | 24 novembre | Bruins de Boston          | 19h30 | victoire                | 3-1   | Panthers de la Floride | 12-6-2 | 26  | BankAtlantic Center   | NESN (HD), FSN Florida                                     |
| 21 | 26 novembre | Hurricanes de la Caroline | 12h00 | défaite                 | 3-0   | Bruins de Boston       | 12-7-2 | 26  | TD Garden             | FSN Caroline (HD), NESN (HD)                               |
| 22 | 28 novembre | Bruins de Boston          | 17h00 | défaite                 | 1-4   | Thrashers d'Atlanta    | 12-8-2 | 26  | Philips Arena         | NESN (HD)                                                  |

#### Décembre
| No | Date         | Visiteur               | Heure | Résultat                     | Score | Domicile               | Bilan   | Pts | Aréna                | Chaîne de Télévision                             |
| -- | ------------ | ---------------------- | ----- | ---------------------------- | ----- | ---------------------- | ------- | --- | -------------------- | ------------------------------------------------ |
| 23 | 1er décembre | Bruins de Boston       | 19h00 | victoire                     | 3-0   | Flyers de Philadelphie | 13-8-2  | 28  | Wells Fargo Center   | CSN-PH (HD), NESN (HD)                           |
| 24 | 2 décembre   | Lightning de Tampa Bay | 19h00 | victoire                     | 1-8   | Bruins de Boston       | 14-8-2  | 30  | TD Garden            | SUN (HD), NESN (HD)                              |
| 25 | 4 décembre   | Bruins de Boston       | 19h00 | défaite en tirs de fusillade | 2-3   | Maple Leafs de Toronto | 14-8-3  | 31  | Centre Air Canada    | CBC, NESN (HD), NHL Network États-Unis           |
| 26 | 7 décembre   | Sabres de Buffalo      | 19h30 | victoire                     | 2-3   | Bruins de Boston       | 15-8-3  | 33  | TD Garden            | Versus, TSN2                                     |
| 27 | 9 décembre   | Islanders de New York  | 19h00 | victoire                     | 2-5   | Bruins de Boston       | 16-8-3  | 35  | TD Garden            | MSG Plus, NESN (HD)                              |
| 28 | 11 décembre  | Flyers de Philadelphie | 19h00 | défaite en prolongation      | 2-1   | Bruins de Boston       | 16-8-4  | 36  | TD Garden            | CSN-PH (HD), NESN (HD)                           |
| 29 | 15 décembre  | Bruins de Boston       | 19h00 | défaite                      | 2-3   | Sabres de Buffalo      | 16-9-4  | 36  | HSBC Arena           | MSG Buffalo, NESN (HD)                           |
| 30 | 16 décembre  | Bruins de Boston       | 19h00 | défaite                      | 3-4   | Canadiens de Montréal  | 16-10-4 | 36  | Centre Bell          | CBC, RDS (HD), NESN (HD), NHL Network États-Unis |
| 31 | 18 décembre  | Capitals de Washington | 19h00 | victoire                     | 2-3   | Bruins de Boston       | 17-10-4 | 38  | TD Garden            | RDS (HD), CSN-DC+ (HD), NESN (HD)                |
| 32 | 20 décembre  | Ducks d'Anaheim        | 19h30 | défaite                      | 3-0   | Bruins de Boston       | 17-11-4 | 38  | TD Garden            | Versus, TSN2                                     |
| 33 | 23 décembre  | Thrashers d'Atlanta    | 19h00 | victoire                     | 1-4   | Bruins de Boston       | 18-11-4 | 40  | TD Garden            | NESN (HD), FSN South                             |
| 34 | 27 décembre  | Bruins de Boston       | 19h30 | victoire                     | 3-2   | Panthers de la Floride | 19-11-4 | 42  | BankAtlantic Center  | NESN (HD), FSN Florida                           |
| 35 | 28 décembre  | Bruins de Boston       | 19h30 | victoire                     | 4-3   | Lightning de Tampa Bay | 20-11-4 | 44  | St. Pete Times Forum | Versus, TSN2                                     |
| 36 | 30 décembre  | Bruins de Boston       | 19h30 | défaite en tirs de fusillade | 2-3   | Thrashers d'Atlanta    | 20-11-5 | 45  | Philips Arena        | NESN (HD), SportSouth                            |

#### Janvier
| No | Date        | Visiteur                  | Heure | Résultat                     | Score | Domicile                  | Bilan   | Pts | Aréna               | Chaîne de Télévision                             |
| -- | ----------- | ------------------------- | ----- | ---------------------------- | ----- | ------------------------- | ------- | --- | ------------------- | ------------------------------------------------ |
| 37 | 1er janvier | Bruins de Boston          | 17h00 | défaite en tirs de fusillade | 6-7   | Sabres de Buffalo         | 20-11-6 | 46  | HSBC Arena          | MSG Buffalo, NESN (HD)                           |
| 38 | 3 janvier   | Bruins de Boston          | 19h00 | victoire                     | 2-1   | Maple Leafs de Toronto    | 21-11-6 | 48  | Centre Air Canada   | NESN (HD), SNET-Ontario                          |
| 39 | 6 janvier   | Wild du Minnesota         | 19h00 | défaite                      | 3-1   | Bruins de Boston          | 21-12-6 | 48  | TD Garden           | FSN North, NESN (HD), FSN Wisconsin              |
| 40 | 8 janvier   | Bruins de Boston          | 19h00 | défaite en prolongation      | 2-3   | Canadiens de Montréal     | 21-12-7 | 49  | Centre Bell         | CBC, RDS (HD), NESN (HD)                         |
| 41 | 10 janvier  | Bruins de Boston          | 19h30 | victoire                     | 4-2   | Penguins de Pittsburgh    | 22-12-7 | 51  | ConsolEnergy Center | Versus, RIS, TSN 2                               |
| 42 | 11 janvier  | Sénateurs d'Ottawa        | 19h00 | victoire                     | 0-6   | Bruins de Boston          | 23-12-7 | 53  | TD Garden           | SNET-Est, NESN (HD)                              |
| 43 | 13 janvier  | Flyers de Philadelphie    | 19h00 | victoire                     | 5-7   | Bruins de Boston          | 24-12-7 | 55  | TD Garden           | RDS (HD), CSN-PH (HD), NESN (HD)                 |
| 44 | 15 janvier  | Penguins de Pittsburgh    | 13h00 | défaite                      | 3-2   | Bruins de Boston          | 24-13-7 | 55  | TD Garden           | FSN Pittsburgh (HD), NESN (HD)                   |
| 45 | 17 janvier  | Hurricanes de la Caroline | 13h00 | victoire                     | 0-7   | Bruins de Boston          | 25-13-7 | 57  | TD Garden           | FSN Caroline (HD), NESN (HD), NHL Network Canada |
| 46 | 18 janvier  | Bruins de Boston          | 19h00 | victoire                     | 3-2   | Hurricanes de la Caroline | 26-13-7 | 59  | RBC Center          | NESN (HD), FSN Caroline, NHL Network Canada      |
| 47 | 20 janvier  | Sabres de Buffalo         | 19h00 | défaite                      | 4-2   | Bruins de Boston          | 26-14-7 | 59  | TD Garden           | MSG Buffalo, NESN (HD)                           |
| 48 | 22 janvier  | Bruins de Boston          | 15h00 | victoire                     | 6-2   | Avalanche du Colorado     | 27-14-7 | 61  | Pepsi Center        | NESN (HD), Altitude (HD)                         |
| 49 | 24 janvier  | Bruins de Boston          | 22h30 | défaite                      | 0-2   | Kings de Los Angeles      | 27-15-7 | 61  | Staples Center      | NESN (HD), FSN West (HD)                         |
| 50 | 26 janvier  | Panthers de la Floride    | 19h00 | victoire                     | 1-2   | Bruins de Boston          | 28-15-7 | 63  | TD Garden           | FSN Florida, NESN (HD)                           |

#### Février
| No | Date        | Visiteur               | Heure | Résultat | Score | Domicile                  | Bilan   | Pts | Aréna                             | Chaîne de Télévision                            |
| -- | ----------- | ---------------------- | ----- | -------- | ----- | ------------------------- | ------- | --- | --------------------------------- | ----------------------------------------------- |
| 51 | 1er février | Bruins de Boston       | 19h00 | victoire | 3-2   | Hurricanes de la Caroline | 29-15-7 | 65  | RBC Center                        | NESN (HD), FSN Caroline (HD)                    |
| 52 | 3 février   | Stars de Dallas        | 19h00 | victoire | 3-6   | Bruins de Boston          | 30-15-7 | 67  | TD Garden                         | FSN Southwest (HD), NESN (HD)                   |
| 53 | 5 février   | Sharks de San José     | 13h00 | défaite  | 2-0   | Bruins de Boston          | 30-16-7 | 67  | TD Garden                         | CSN-CA (HD), NESN (HD)                          |
| 54 | 9 février   | Canadiens de Montréal  | 19h00 | victoire | 6-8   | Bruins de Boston          | 31-16-7 | 69  | TD Garden                         | Versus, RDS (HD), TSN (HD), NESN (HD)           |
| 55 | 11 février  | Red Wings de Détroit   | 19h00 | défaite  | 6-1   | Bruins de Boston          | 31-17-7 | 69  | TD Garden                         | FSN Détroit+, NESN (HD), NHL Network États-Unis |
| 56 | 13 février  | Bruins de Boston       | 17h00 | défaite  | 2-4   | Red Wings de Détroit      | 31-18-7 | 69  | Joe Louis Arena                   | FSN Détroit, NBC (HD), NHL Network Canada       |
| 57 | 15 février  | Maple Leafs de Toronto | 19h00 | défaite  | 4-3   | Bruins de Boston          | 31-19-7 | 69  | TD Garden                         | SNET-Ontario, NESN (HD)                         |
| 58 | 17 février  | Bruins de Boston       | 19h00 | victoire | 6-3   | Islanders de New York     | 32-19-7 | 71  | Nassau Veterans Memorial Coliseum | NESN (HD), MSG Plus                             |
| 59 | 18 février  | Bruins de Boston       | 19h30 | victoire | 4-2   | Sénateurs d'Ottawa        | 33-19-7 | 73  | Rexall Place                      | RDS (HD), NESN (HD), TSN (HD)                   |
| 60 | 22 février  | Bruins de Boston       | 21h00 | victoire | 3-1   | Flames de Calgary         | 34-19-7 | 75  | Pengrowth Saddledome              | SNET-Calgary, NESN (HD)                         |
| 61 | 26 février  | Bruins de Boston       | 22h00 | victoire | 3-1   | Canucks de Vancouver      | 35-19-7 | 77  | Rogers Arena                      | CBC, NESN (HD)                                  |
| 62 | 27 février  | Bruins de Boston       | 20h00 | victoire | 3-2   | Oilers d'Edmonton         | 36-19-7 | 79  | Rexall Place                      | NESN (HD), SNET-Edmonton                        |

#### Mars
| No | Date     | Visiteur               | Heure | Résultat                     | Score | Domicile                 | Bilan    | Pts | Aréna                             | Chaîne de Télévision             |
| -- | -------- | ---------------------- | ----- | ---------------------------- | ----- | ------------------------ | -------- | --- | --------------------------------- | -------------------------------- |
| 63 | 1er mars | Bruins de Boston       | 19h30 | victoire                     | 1-0   | Sénateurs d'Ottawa       | 37-19-7  | 81  | Place Banque Scotia               | TSN (HD), NESN (HD)              |
| 64 | 3 mars   | Lightning de Tampa Bay | 19h00 | victoire                     | 1-2   | Bruins de Boston         | 38-19-7  | 83  | TD Garden                         | SUN (HD), NESN (HD)              |
| 65 | 5 mars   | Penguins de Pittsburgh | 19h00 | défaite en prolongation      | 3-2   | Bruins de Boston         | 38-19-8  | 84  | TD Garden                         | NESN (HD), FSN-Pittsburgh        |
| 66 | 8 mars   | Bruins de Boston       | 19h30 | défaite                      | 1-4   | Canadiens de Montréal    | 38-20-8  | 84  | Centre Bell                       | RDS (HD), NESN (HD)              |
| 67 | 10 mars  | Sabres de Buffalo      | 19h00 | défaite en prolongation      | 4-3   | Bruins de Boston         | 38-20-9  | 85  | TD Garden                         | NESN (HD), MSG Buffalo           |
| 68 | 11 mars  | Bruins de Boston       | 19h00 | défaite                      | 2-4   | Islanders de New York    | 38-21-9  | 85  | Nassau Veterans Memorial Coliseum | NESN (HD), MSG Plus              |
| 69 | 15 mars  | Bruins de Boston       | 19h00 | victoire                     | 3-2   | Blue Jackets de Columbus | 39-21-9  | 87  | Nationwide Arena                  | NESN (HD), FSN-Ohio              |
| 70 | 17 mars  | Bruins de Boston       | 20h00 | défaite en prolongation      | 3-4   | Predators de Nashville   | 39-21-10 | 88  | Bridgestone Arena                 | NESN (HD), FSN-Tennessee (HD)    |
| 71 | 19 mars  | Bruins de Boston       | 19h00 | défaite                      | 2-5   | Maple Leafs de Toronto   | 39-22-10 | 88  | Centre Air Canada                 | CBC, NESN (HD)                   |
| 72 | 22 mars  | Devils du New Jersey   | 19h00 | victoire                     | 1-4   | Bruins de Boston         | 40-22-10 | 90  | TD Garden                         | MSG Plus, NESN (HD)              |
| 73 | 24 mars  | Canadiens de Montréal  | 19h00 | victoire                     | 0-7   | Bruins de Boston         | 41-22-10 | 92  | TD Garden                         | RDS (HD), TSN (HD), NESN (HD)    |
| 74 | 26 mars  | Rangers de New York    | 13h00 | défaite                      | 1-0   | Bruins de Boston         | 41-23-10 | 92  | TD Garden                         | MSG, NESN (HD)                   |
| 75 | 27 mars  | Bruins de Boston       | 19h00 | victoire                     | 2-1   | Flyers de Philadelphie   | 42-23-10 | 94  | Wells Fargo Center                | RDS (HD), NESN (HD), CSN-PH (HD) |
| 76 | 29 mars  | Blackhawks de Chicago  | 19h30 | victoire                     | 0-3   | Bruins de Boston         | 43-23-10 | 96  | TD Garden                         | Versus, TSN2                     |
| 77 | 31 mars  | Maple Leafs de Toronto | 19h00 | défaite en tirs de fusillade | 4-3   | Bruins de Boston         | 43-23-11 | 97  | TD Garden                         | RDS (HD), TSN (HD), NESN (HD)    |

#### Avril
| No | Date     | Visiteur              | Heure | Résultat | Score | Domicile             | Bilan    | Pts | Aréna                 | Chaîne de Télévision  |
| -- | -------- | --------------------- | ----- | -------- | ----- | -------------------- | -------- | --- | --------------------- | --------------------- |
| 78 | 2 avril  | Thrashers d'Atlanta   | 13h00 | victoire | 2-3   | Bruins de Boston     | 44-23-11 | 99  | TD Garden             | NESN (HD)             |
| 79 | 4 avril  | Bruins de Boston      | 19h30 | défaite  | 3-5   | Rangers de New York  | 44-24-11 | 99  | Madison Square Garden | Versus, RIS, TSN2     |
| 80 | 6 avril  | Islanders de New York | 19h00 | victoire | 2-3   | Bruins de Boston     | 45-24-11 | 101 | TD Garden             | MSG Plus 2, NESN (HD) |
| 81 | 9 avril  | Sénateurs d'Ottawa    | 13h00 | victoire | 1-3   | Bruins de Boston     | 46-24-11 | 103 | TD Garden             | CBC, NESN (HD)        |
| 82 | 10 avril | Bruins de Boston      | 15h00 | défaite  | 2-3   | Devils du New Jersey | 46-25-11 | 103 | Prudential Center     | NBC (HD), MSG Plus    |

## Séries éliminatoires

### Premier tour
Les Bruins rencontrent au premier tour leurs rivaux, les Canadiens de Montréal. Après deux matchs perdus à domicile, les Bruins se vengent avec trois victoires, dont deux sur la glace de Montréal ; lors de la cinquième rencontre, Horton marque le but vainqueur après deux périodes de prolongation. Alors qu'ils ont la possibilité d'éliminer les Canadiens, ils perdent 2-1 à Montréal mais ils les éliminent lors du septième match 4-3 grâce à un nouveau but en prolongation de Horton.
| 14 avril 2011 | Boston | 0-2 (0-1, 0-0, 0-1) | Montréal | TD Garden 17 565 spectateurs |

| Feuille de match | Feuille de match | Feuille de match | Feuille de match                                                     | Feuille de match                                              |
| ---------------- | ---------------- | ---------------- | -------------------------------------------------------------------- | ------------------------------------------------------------- |
|                  | -                | 0-1 0-2          | 2 min 44 s — B. Gionta (S. Gomez) 57 min 18 s — B. Gionta (S. Gomez) | Arbitrage : Dan O'Rourke, Brad Meier Jean Morin, Derek Nansen |
| T. Thomas        | Gardiens         | C. Price         |                                                                      | Arbitrage : Dan O'Rourke, Brad Meier Jean Morin, Derek Nansen |
| 8 min            | Pénalités        | 6 min            |                                                                      | Arbitrage : Dan O'Rourke, Brad Meier Jean Morin, Derek Nansen |
| 31               | Tirs             | 20               |                                                                      | Arbitrage : Dan O'Rourke, Brad Meier Jean Morin, Derek Nansen |

| 16 avril 2011 | Boston | 1-3 (0-2, 1-1, 0-0) | Montréal | TD Garden 17 565 spectateurs |

| Feuille de match | Feuille de match                                      | Feuille de match | Feuille de match | Feuille de match                                                      |
| ---------------- | ----------------------------------------------------- | ---------------- | --- | --------------------------------------------------------------------- |
|                  | - P. Bergeron (B. Marchand, M. Recchi) — 7 min 38 s - | 0-1 0-2 1-2 1-3  | 0 min 43 s — M. Cammalleri (J. Wisniewski) 2 min 20 s — M. Darche (M. Cammalleri) - 37 min 21 s — Y. Weber (L. Eller, R. Hamrlík) | Arbitrage : Paul Devorski, Steve Kozari Scott Driscoll, Brad Kovachik |
| T. Thomas        | Gardiens                                              | C. Price         | | Arbitrage : Paul Devorski, Steve Kozari Scott Driscoll, Brad Kovachik |
| 11 min           | Pénalités                                             | 13 min           | | Arbitrage : Paul Devorski, Steve Kozari Scott Driscoll, Brad Kovachik |
| 35               | Tirs                                                  | 26               | | Arbitrage : Paul Devorski, Steve Kozari Scott Driscoll, Brad Kovachik |

| 18 avril 2011 | Montréal | 2-4 (0-2, 1-1, 1-1) | Boston | Centre Bell 21 273 spectateurs |

| Feuille de match | Feuille de match                                                                                                | Feuille de match        | Feuille de match | Feuille de match                                                         |
| ---------------- | --- | ----------------------- | --- | ------------------------------------------------------------------------ |
|                  | - A. Kastsitsyne (M. Cammalleri - R. Hamrlík) 27 min 3 s T. Plekanec (M. Cammalleri - P.K. Subban) — 44 min 8 s | 0-1 0-2 0-3 1-3 2-3 2-4 | 3 min 11 s — D. Krejčí (P. Bergeron - D. Seidenberg) 14 min 38 s — N. Horton (Z. Chára - A. McQuaid) 22 min 2 s — R. Peverley (M. Recchi) - 59 min 34 s — C. Kelly (M. Recchi - P. Bergeron) (cage vide) | Arbitrage : Dan O'Halloran, Brian Pochmara Scott Driscoll, Brad Kovachik |
| C. Price         | Gardiens | T. Thomas               | | Arbitrage : Dan O'Halloran, Brian Pochmara Scott Driscoll, Brad Kovachik |
| 13 min           | Pénalités | 15 min                  | | Arbitrage : Dan O'Halloran, Brian Pochmara Scott Driscoll, Brad Kovachik |
| 36               | Tirs | 25                      | | Arbitrage : Dan O'Halloran, Brian Pochmara Scott Driscoll, Brad Kovachik |

| 21 avril 2011 | Montréal | 4-5 (pr) (1-0, 2-3, 1-1, 0-0) | Boston | Centre Bell 21 273 spectateurs |

| Feuille de match | Feuille de match | Feuille de match                    | Feuille de match | Feuille de match                                                   |
| ---------------- | --- | ----------------------------------- | --- | ------------------------------------------------------------------ |
|                  | B. Sopel (M. Cammalleri - D. Desharnais) — 8 min 13 s - M. Cammalleri (B. Gionta - S. Gomez) — 26 min 52 s A. Kastsitsyne (T. Plekanec - T. Moen) — 27 min 47 s - P.K. Subban (J. Wisniewski - M. Cammalleri) — (SN)41 min 39 s - | 1-0 1-1 2-1 3-1 3-2 3-3 4-3 4-4 4-5 | - 22 min 13 s — M. Ryder (T. Kaberle - C. Kelly) - 29 min 59 s — A. Ference (B. Marchand - P. Bergeron) 37 min 4 s — P. Bergeron (B. Marchand - D. Seidenberg) - 53 min 42 s — C. Kelly (R. Peverley - M. Ryder) 61 min 59 s — M. Ryder (C. Kelly - R. Peverley) | Arbitrage : Stephen Walkom, Ian Walsh Steve Barton, Pierre Racicot |
| C. Price         | Gardiens | T. Thomas                           | | Arbitrage : Stephen Walkom, Ian Walsh Steve Barton, Pierre Racicot |
| 2 min            | Pénalités | 4 min                               | | Arbitrage : Stephen Walkom, Ian Walsh Steve Barton, Pierre Racicot |
| 38               | Tirs | 35                                  | | Arbitrage : Stephen Walkom, Ian Walsh Steve Barton, Pierre Racicot |

| 23 avril 2011 | Boston | 2-1 (pr) (0-0, 0-0, 1-1, 0-0, 1-0) | Montréal | TD Garden 17 565 spectateurs |

| Feuille de match | Feuille de match                                                                                      | Feuille de match | Feuille de match                                    | Feuille de match                                                    |
| ---------------- | --- | ---------------- | --------------------------------------------------- | ------------------------------------------------------------------- |
|                  | B. Marchand (P. Bergeron - T. Kaberle) — 44 min 33 s - N. Horton (M. Lucic - A. Ference) — 89 min 3 s | 1-0 1-1 2-1      | - 53 min 56 s — J. Halpern (L. Eller - M. Darche) - | Arbitrage : Brad Watson, Greg Kimmerly Scott Cherrey, Greg Devorski |
| T. Thomas        | Gardiens                                                                                              | C. Price         |                                                     | Arbitrage : Brad Watson, Greg Kimmerly Scott Cherrey, Greg Devorski |
| 6 min            | Pénalités                                                                                             | 8 min            |                                                     | Arbitrage : Brad Watson, Greg Kimmerly Scott Cherrey, Greg Devorski |
| 51               | Tirs                                                                                                  | 45               |                                                     | Arbitrage : Brad Watson, Greg Kimmerly Scott Cherrey, Greg Devorski |

| 26 avril 2011 | Montréal | 2-1 (1-0, 1-1, 0-0) | Boston | Centre Bell 21 273 spectateurs |

| Feuille de match | Feuille de match | Feuille de match | Feuille de match                                       | Feuille de match                                                  |
| ---------------- | --- | ---------------- | ------------------------------------------------------ | ----------------------------------------------------------------- |
|                  | M. Cammalleri (P.K. Subban - T. Plekanec) (SN) — 10 min 7 s - B. Gionta (S. Gomez - M. Cammalleri) (SN) — 25 min 48 s | 1-0 1-1 2-1      | - 20 min 48 s D. Seidenberg (C. Kelly - R. Peverley) - | Arbitrage : Kevin Pollock, Chris Lee David Brisebois, Derek Amell |
| C. Price         | Gardiens | T. Thomas        |                                                        | Arbitrage : Kevin Pollock, Chris Lee David Brisebois, Derek Amell |
| 8 min            | Pénalités | 27 min           |                                                        | Arbitrage : Kevin Pollock, Chris Lee David Brisebois, Derek Amell |
| 27               | Tirs | 32               |                                                        | Arbitrage : Kevin Pollock, Chris Lee David Brisebois, Derek Amell |

| 28 avril 2011 | Boston | 4-3 (pr) (2-1, 0-1, 1-1, 1-0) | Montréal | TD Garden 17 565 spectateurs |

| Feuille de match | Feuille de match | Feuille de match            | Feuille de match | Feuille de match                                                  |
| ---------------- | --- | --------------------------- | --- | ----------------------------------------------------------------- |
|                  | J. Boychuk (B. Marchand - P. Bergeron) — 3 min 31 s M. Recchi (A. Ference) — 5 min 33 s - 49 min 44 s — C. Kelly (A. Ference - R. Peverley) - 65 min 43 s — N. Horton (M. Lucic - A. McQuaid) | 1-0 2-0 2-1 2-2 3-2 3-3 4-3 | - 9 min 49 s — Y. Weber (R. Hamrlík - M. Cammalleri) (SN) 25 min 50 s — T. Plekanec (IN) - 58 min 3 s — P.K. Subban (T. Plekanec - B. Gionta) (SN) - | Arbitrage : Tim Peel, Kelly Sutherland Pierre Racicot, Jean Morin |
| C. Price         | Gardiens | T. Thomas                   | | Arbitrage : Tim Peel, Kelly Sutherland Pierre Racicot, Jean Morin |
|                  | |                             | | Arbitrage : Tim Peel, Kelly Sutherland Pierre Racicot, Jean Morin |
|                  | |                             | | Arbitrage : Tim Peel, Kelly Sutherland Pierre Racicot, Jean Morin |

### Second tour
Les Bruins rencontrent ensuite les Flyers ; ces derniers ne parviennent pas à gagner une rencontre et sont éliminés en quatre matchs secs.
| 30 avril 2011 | Philadelphie | 3-7 (1-2, 1-3, 1-2) | Boston | Wells Fargo Center 19 641 spectateurs |

| Feuille de match                                    | Feuille de match | Feuille de match                        | Feuille de match | Feuille de match                                                 |
| --------------------------------------------------- | --- | --------------------------------------- | --- | ---------------------------------------------------------------- |
|                                                     | - D. Brière (B. Coburn - V. Leino) — 11 min 2 s - J. Van Riemsdyk (S. O'Donnell - C. Giroux) — 37 min 30 s M. Richards (K. Timonen - C. Giroux) (SN) — 53 min 2 s - | 0-1 1-1 1-2 1-3 1-4 2-4 2-5 3-5 3-6 3-7 | 1 min 52 s — D. Krejčí (N. Horton - D. Seidenberg) - 19 min 24 s — N. Horton (D. Krejčí - D. Seidenberg) 22 min 34 s — M. Recchi (P. Bergeron - B. Marchand) 35 min 26 s — D. Krejčí (A. McQuaid) 37 min 14 s — B. Marchand (P. Bergeron - A. Ference) - 54 min 59 s — B. Marchand (P. Bergeron) 57 min 39 s — G. Campbell (D. Krejčí - D. Paille) | Arbitrage : Paul Devorski, Dan O'Rourke Steve Barton, Jean Morin |
| B. Boucher (36 min 37 s) S. Bobrovsky (22 min 46 s) | Gardiens | T. Thomas                               | | Arbitrage : Paul Devorski, Dan O'Rourke Steve Barton, Jean Morin |
| 24 min                                              | Pénalités | 24 min                                  | | Arbitrage : Paul Devorski, Dan O'Rourke Steve Barton, Jean Morin |
| 34                                                  | Tirs | 33                                      | | Arbitrage : Paul Devorski, Dan O'Rourke Steve Barton, Jean Morin |

| 2 mai 2011 | Philadelphie | 2-3 (pr) (2-2, 0-0, 0-0, 0-1) | Boston | Wells Fargo Center 19 962 spectateurs |

| Feuille de match                                                          | Feuille de match                                                                                                  | Feuille de match    | Feuille de match | Feuille de match                                                     |
| ------------------------------------------------------------------------- | --- | ------------------- | --- | -------------------------------------------------------------------- |
|                                                                           | J. Van Riemsdyk (C. Giroux - N. Jerdev) — 0 min 29 s J. Van Riemsdyk (D. Brière - K. Timonen) (SN) — 9 min 31 s - | 1-0 2-0 2-1 2-2 2-3 | - 12 min 50 s — C. Kelly (M. Ryder - T. Kaberle) 14 min 15 s — B. Marchand (P. Bergeron - M. Recchi) 74 min 0 s — D. Krejčí (N. Horton) | Arbitrage : Eric Furlatt, Marc Joannette Derek Amell, Pierre Racicot |
| B. Boucher (31 min 1 s) S. Bobrovski (8 min 59 s) B. Boucher (34 min 0 s) | Gardiens | T. Thomas           | | Arbitrage : Eric Furlatt, Marc Joannette Derek Amell, Pierre Racicot |
| 6 min                                                                     | Pénalités | 10 min              | | Arbitrage : Eric Furlatt, Marc Joannette Derek Amell, Pierre Racicot |
| 54                                                                        | Tirs | 41                  | | Arbitrage : Eric Furlatt, Marc Joannette Derek Amell, Pierre Racicot |

| 4 mai 2011 | Boston | 5-1 (2-0, 2-1, 1-0) | Philadelphie | TD Garden 17 565 spectateurs |

| Feuille de match | Feuille de match | Feuille de match                                    | Feuille de match                                      | Feuille de match                                                |
| ---------------- | --- | --------------------------------------------------- | ----------------------------------------------------- | --------------------------------------------------------------- |
|                  | Z. Chára (B. Marchand - P. Bergeron) — 0 min 30 s D. Krejčí (M. Lucic - N. Horton) — 1 min 3 s D. Paille (G. Campbell - J. Boychuk) — 33 min 39 s N. Horton (D. Krejčí - Z. Chára) — 35 min 14 s - Z. Chára (D. Krejčí - D. Seidenberg) — 58 min 38 s | 1-0 2-0 3-0 4-0 4-1 5-1                             | - A. Meszaros (D. Powe - D. Carcillo) — 36 min 36 s - | Arbitrage : Dan O'Halloran, Brad Watson Derek Amell, Jean Morin |
| T. Thomas        | Gardiens | B. Boucher (35 min 14 s) S. Bobrovski (24 min 30 s) |                                                       | Arbitrage : Dan O'Halloran, Brad Watson Derek Amell, Jean Morin |
| 3 min            | Pénalités | 5 min                                               |                                                       | Arbitrage : Dan O'Halloran, Brad Watson Derek Amell, Jean Morin |
| 38               | Tirs | 28                                                  |                                                       | Arbitrage : Dan O'Halloran, Brad Watson Derek Amell, Jean Morin |

| 6 mai 2011 | Boston | 5-1 (1-0, 0-1, 4-0) | Philadelphie | TD Garden 17 565 spectateurs |

| Feuille de match | Feuille de match | Feuille de match        | Feuille de match                            | Feuille de match                                                    |
| ---------------- | --- | ----------------------- | ------------------------------------------- | ------------------------------------------------------------------- |
|                  | M. Lucic (N. Horton - D. Krejčí) (SN) — 12 min 2 s - J. Boychuk (M. Ryder) — 42 min 42 s M. Lucic (N. Horton) — 55 min 3 s B. Marchand (M. Recchi - R. Peverley) (cage vide) — 58 min 4 s D. Paille (G. Campbell - S. Thornton) (cage vide) — 59 min 35 s | 1-0 1-1 2-1 3-1 4-1 5-1 | - 33 min 22 s — K. Versteeg (M. Richards) - | Arbitrage : Steve Kozari, Stephen Walkom Brian Murphy, Steve Miller |
| T. Thomas        | Gardiens | S. Bobrovski            |                                             | Arbitrage : Steve Kozari, Stephen Walkom Brian Murphy, Steve Miller |
| 12 min           | Pénalités | 16 min                  |                                             | Arbitrage : Steve Kozari, Stephen Walkom Brian Murphy, Steve Miller |
| 27               | Tirs | 23                      |                                             | Arbitrage : Steve Kozari, Stephen Walkom Brian Murphy, Steve Miller |

### Finale d'association
Les Bruins rencontrent en finale d'association le Lightning de Tampa Bay. Après une défaite chez eux, les Bruins remportent le deuxième match 6-5 avec quatre points en une période pour la recrue Tyler Seguin. Lors de la quatrième date, les Bruins mènent 3-0 en première période mais perdent le match après une remontée du Lightning qui marque cinq buts de suite. Lors de la septième rencontre, les Bruins éliminent finalement le Lightning pour aller en finale de la Coupe grâce à une victoire 1-0 sur un but de Horton. Durant ce match, aucune pénalité n'est décernée.
| 14 mai 2011 | Boston | 2-5 (1-3, 0-0, 1-2) | Tampa Bay | TD Garden 17 565 spectateurs |

| Feuille de match | Feuille de match                                                                          | Feuille de match            | Feuille de match | Feuille de match                                                   |
| ---------------- | ----------------------------------------------------------------------------------------- | --------------------------- | --- | ------------------------------------------------------------------ |
|                  | - T. Seguin (M. Ryder - R. Peverley) — 15 min 59 s - J. Boychuk (T. Seguin) — 58 min 59 s | 0-1 0-2 0-3 1-3 1-4 1-5 2-5 | 11 min 15 s — S.Bergenheim (D. Moore - V. Hedman) 11 min 34 s — B. Clark 12 min 40 s — T. Purcell - 53 min 37 s — MA. Bergeron (B. Clark - M. St-Louis) (SN) 57 min 29 s — S. Gagné (T. Purcell) (cage vide) - | Arbitrage : Brad Watson, Dan O'Rourke Steve Miller, Pierre Racicot |
| T. Thomas        | Gardiens                                                                                  | D. Roloson                  | | Arbitrage : Brad Watson, Dan O'Rourke Steve Miller, Pierre Racicot |
| 30 min           | Pénalités                                                                                 | 8 min                       | | Arbitrage : Brad Watson, Dan O'Rourke Steve Miller, Pierre Racicot |
| 33               | Tirs                                                                                      | 34                          | | Arbitrage : Brad Watson, Dan O'Rourke Steve Miller, Pierre Racicot |

| 17 mai 2011 | Boston | 6-5 (1-2, 5-1, 0-2) | Tampa Bay | TD Garden 17 565 spectateurs |

| Feuille de match | Feuille de match | Feuille de match                               | Feuille de match | Feuille de match                                                     |
| ---------------- | --- | ---------------------------------------------- | --- | -------------------------------------------------------------------- |
|                  | - N. Horton (D. Seidenberg - T. Kaberle) (SN) — 13 min 58 s - T. Seguin (M. Ryder) — 20 min 48 s D. Krejčí (D. Seidenberg - N. Horton) — 22 min 24 s T. Seguin (N. Horton - A. McQuaid) — 26 min 30 s - M. Ryder (T. Seguin - T. Kaberle) (SN) — 36 min 16 s M. Ryder (C. Kelly - T. Seguin) — 39 min 41 s - | 0-1 1-1 1-2 2-2 3-2 4-2 4-3 5-3 6-3 6-4 6-5    | 0 min 13 s — A. Hall (V. Lecavalier - N. Thompson) - 19 min 53 s — M. St-Louis (S. Stamkos - V. Lecavalier) - 27 min 48 s — V. Lecavalier (M. St Louis - S. Stamkos) (SN) - 43 min 47 s — S. Stamkos (V. Hedman - A. Hall) 53 min 15 s — D. Moore (V. Lecavalier - S. Bergenheim) | Arbitrage : Eric Furlatt, Kelly Sutherland Jean Morin, Brad Kovachik |
| T. Thomas        | Gardiens | D. Roloson (40 min 0 s) M. Smith (18 min 49 s) | | Arbitrage : Eric Furlatt, Kelly Sutherland Jean Morin, Brad Kovachik |
| 12 min           | Pénalités | 16 min                                         | | Arbitrage : Eric Furlatt, Kelly Sutherland Jean Morin, Brad Kovachik |
| 35               | Tirs | 41                                             | | Arbitrage : Eric Furlatt, Kelly Sutherland Jean Morin, Brad Kovachik |

| 19 mai 2011 | Tampa Bay | 0-2 (0-1, 0-0, 0-1) | Boston | St. Pete Times Forum 21 027 spectateurs |

| Feuille de match | Feuille de match | Feuille de match | Feuille de match                                                                            | Feuille de match                                                     |
| ---------------- | ---------------- | ---------------- | ------------------------------------------------------------------------------------------- | -------------------------------------------------------------------- |
|                  | -                | 0-1 0-2          | 1 min 9 s — D. Krejčí (M. Lucic - J. Boychuk) 48 min 12 s — A. Ference (M. Ryder -C. Kelly) | Arbitrage : Stephen Walkom, Steve Kozari Greg Devorski, Jay Sharrers |
| D. Roloson       | Gardiens         | T. Thomas        |                                                                                             | Arbitrage : Stephen Walkom, Steve Kozari Greg Devorski, Jay Sharrers |
| 8 min            | Pénalités        | 8 min            |                                                                                             | Arbitrage : Stephen Walkom, Steve Kozari Greg Devorski, Jay Sharrers |
| 31               | Tirs             | 25               |                                                                                             | Arbitrage : Stephen Walkom, Steve Kozari Greg Devorski, Jay Sharrers |

| 21 mai 2011 | Tampa Bay | 5-3 (0-3, 3-0, 2-0) | Boston | St. Pete Times Forum 21 216 spectateurs |

| Feuille de match                               | Feuille de match | Feuille de match                | Feuille de match                                                                                            | Feuille de match                                               |
| ---------------------------------------------- | --- | ------------------------------- | --- | -------------------------------------------------------------- |
|                                                | - T. Purcell (S. Gagné) — 26 min 55 s T. Purcell (M. Öhlund - V. Lecavalier) — 27 min 58 s S. Bergenheim (D. Moore) — 30 min 53 s S. Gagné (R. Malone) — 46 min 54 s M. St-Louis (S. Gagné - V. Hedman) (cage vide) — 59 min 23 s | 0-1 0-2 0-3 1-3 2-3 3-3 4-3 5-3 | 11 min 47 s — P. Bergeron 16 min 34 s — M. Ryder (C. Kelly - T. Kaberle) 17 min 58 s — P. Bergeron (IN) - - | Arbitrage : Dan O'Halloran, Tim Peel Shane Heyer, Jonny Murray |
| D. Roloson (17 min 58 s) M. Smith (42 min 2 s) | Gardiens | T. Thomas                       | | Arbitrage : Dan O'Halloran, Tim Peel Shane Heyer, Jonny Murray |
| 21 min                                         | Pénalités | 11 min                          | | Arbitrage : Dan O'Halloran, Tim Peel Shane Heyer, Jonny Murray |
| 37                                             | Tirs | 30                              | | Arbitrage : Dan O'Halloran, Tim Peel Shane Heyer, Jonny Murray |

| 23 mai 2011 | Boston | 3-1 (0-1, 2-0, 1-0) | Tampa Bay | TD Garden 17 565 spectateurs |

| Feuille de match | Feuille de match | Feuille de match | Feuille de match                    | Feuille de match                                                   |
| ---------------- | --- | ---------------- | ----------------------------------- | ------------------------------------------------------------------ |
|                  | - N. Horton (M. Lucic - D. Krejčí) — 24 min 24 s B. Marchand (P. Bergeron - Z. Chára) — 35 min 35 s R. Peverley (C. Kelly) (cage vide) — 59 min 47 s | 0-1 1-1 2-1 3-1  | 1 min 9 s — S. Gagné (S. Stamkos) - | Arbitrage : Brad Watson, Dan O'Rourke Steve Miller, Pierre Racicot |
| T. Thomas        | Gardiens | M. Smith         |                                     | Arbitrage : Brad Watson, Dan O'Rourke Steve Miller, Pierre Racicot |
| 10 min           | Pénalités | 10 min           |                                     | Arbitrage : Brad Watson, Dan O'Rourke Steve Miller, Pierre Racicot |
| 20               | Tirs | 34               |                                     | Arbitrage : Brad Watson, Dan O'Rourke Steve Miller, Pierre Racicot |

| 25 mai 2011 | Tampa Bay | 5-4 (1-2, 2-0, 2-2) | Boston | St. Pete Times Forum 21 426 spectateurs |

| Feuille de match | Feuille de match | Feuille de match                    | Feuille de match | Feuille de match                                                     |
| ---------------- | --- | ----------------------------------- | --- | -------------------------------------------------------------------- |
|                  | T. Purcell (V. Lecavalier) — 0 min 36 s - M. St-Louis (V. Lecavalier - S. Stamkos) (SN) — 27 min 55 s T. Purcell (S. Downie - B. Clark) (SN) — 33 min 35 s S. Stamkos (E. Brewer - M. St-Louis) (SN) — 40 min 34 s - TBL Martin St Louis (S. Downie - S. Stamkos) — 50 min 15 s - | 1-0 1-1 1-2 2-2 3-2 4-2 4-3 4-4 5-4 | - 7 min 9 s — M. Lucic (N. Horton - J. Boychuk) 16 min 30 s — D. Krejčí (D. Paille) - 49 min 46 s — D. Krejčí (N. Horton - T. Kaberle) (SN) - 53 min 28 s — D. Krejčí (M. Lucic - T. Kaberle) | Arbitrage : Eric Furlatt, Kelly Sutherland Brad Kovachik, Jean Morin |
| D. Roloson       | Gardiens | T. Thomas                           | | Arbitrage : Eric Furlatt, Kelly Sutherland Brad Kovachik, Jean Morin |
| 10 min           | Pénalités | 10 min                              | | Arbitrage : Eric Furlatt, Kelly Sutherland Brad Kovachik, Jean Morin |
| 26               | Tirs | 20                                  | | Arbitrage : Eric Furlatt, Kelly Sutherland Brad Kovachik, Jean Morin |

| 27 mai 2011 | Boston | 1-0 (0-0, 0-0, 1-0) | Tampa Bay | TD Garden 17 565 spectateurs |

| Feuille de match | Feuille de match                                 | Feuille de match | Feuille de match | Feuille de match                                                        |
| ---------------- | ------------------------------------------------ | ---------------- | ---------------- | ----------------------------------------------------------------------- |
|                  | N. Horton (D. Krejčí - A. Ference) — 52 min 27 s | 1-0              | -                | Arbitrage : Dan O'Halloran, Stephen Walkom Steve Miller, Pierre Racicot |
| T. Thomas        | Gardiens                                         | D. Roloson       |                  | Arbitrage : Dan O'Halloran, Stephen Walkom Steve Miller, Pierre Racicot |
| 0 min            | Pénalités                                        | 0 min            |                  | Arbitrage : Dan O'Halloran, Stephen Walkom Steve Miller, Pierre Racicot |
| 38               | Tirs                                             | 24               |                  | Arbitrage : Dan O'Halloran, Stephen Walkom Steve Miller, Pierre Racicot |

### Finale de la Coupe Stanley
Les Bruins remportent le trophée Prince de Galles remis à l'équipe championne de l'Association de l'Ouest et accèdent à la dix-septième finale de la Coupe Stanley de leur histoire. Ils sont alors confrontés à l'équipe championne de la saison régulière, les Canucks de Vancouver. Ces derniers remportent la première rencontre 1-0 par un but de Raffi Torres alors qu'il ne reste que 18,5 secondes au troisième tiers-temps. Vancouver remporte un autre match 3-2 avec un but vainqueur d'Alexandre Burrows en prolongation alors qu'elle n'a débute que depuis onze secondes. Alors que les deux victoires des Canucks ne sont remportés qu'avec un but d'écart celles de Boston sont beaucoup plus tranchées puisque les Bruins marquent douze buts et n'en accordent qu'un seul. Les Bruins perdent à nouveau à Vancouver 1-0 lors de la cinquième rencontre par un but vainqueur de Maxim Lapierre mais se reprennent et emportent le sixième match 5-2. Le septième et dernier match de la finale a lieu chez les Canucks. Tim Thomas réalise son deuxième blanchissage de la finale alors que Patrice Bergeron et Brad Marchand inscrivent chacun un doublé et, après 39 années de disette, ils remportent la sixième Coupe Stanley de l'histoire des Bruins. Thomas est élu meilleur joueur des séries éliminatoires et remporte le trophée Conn-Smythe.
| 1er juin | Vancouver | 1-0 (0-0, 0-0, 1-0) | Boston | Rogers Arena 18 860 spectateurs |

| Feuille de match | Feuille de match                                | Feuille de match | Feuille de match | Feuille de match                                                      |
| ---------------- | ----------------------------------------------- | ---------------- | ---------------- | --------------------------------------------------------------------- |
|                  | R. Torres (J. Hansen - R. Kesler) — 59 min 41 s | 1-0              | -                | Arbitrage : Stephen Walkom, Dan O'Rourke Pierre Racicot, Steve Miller |
| R. Luongo        | Gardiens                                        | T. Thomas        |                  | Arbitrage : Stephen Walkom, Dan O'Rourke Pierre Racicot, Steve Miller |
| 14 min           | Pénalités                                       | 14 min           |                  | Arbitrage : Stephen Walkom, Dan O'Rourke Pierre Racicot, Steve Miller |
| 34               | Tirs                                            | 36               |                  | Arbitrage : Stephen Walkom, Dan O'Rourke Pierre Racicot, Steve Miller |

| 4 juin | Vancouver | 3-2 (pr) (1-0, 0-2, 1-0, 1-0) | Boston | Rogers Arena 18 860 spectateurs |

| Feuille de match | Feuille de match | Feuille de match    | Feuille de match                                                                                       | Feuille de match                                                      |
| ---------------- | --- | ------------------- | --- | --------------------------------------------------------------------- |
|                  | A. Burrows (C. Higgins - S. Salo) (SN) — 12 min 12 s - D. Sedin (A. Burrows - A. Edler) — 49 min 37 s A. Burrows (D. Sedin - A. Edler) — 60 min 11 s | 1-0 1-1 1-2 2-2 3-2 | - 29 min 0 s — M. Lucic (J. Boychuk - D. Krejčí) 31 min 35 s — M. Recchi (Z. Chára - P. Bergeron) (SN) | Arbitrage : Dan O'Halloran, Kelly Sutherland Jay Sharrers, Jean Morin |
| R. Luongo        | Gardiens | T. Thomas           | | Arbitrage : Dan O'Halloran, Kelly Sutherland Jay Sharrers, Jean Morin |
| 6 min            | Pénalités | 4 min               | | Arbitrage : Dan O'Halloran, Kelly Sutherland Jay Sharrers, Jean Morin |
| 33               | Tirs | 30                  | | Arbitrage : Dan O'Halloran, Kelly Sutherland Jay Sharrers, Jean Morin |

| 6 juin | Boston | 8-1 (0-0, 4-0, 4-1) | Vancouver | TD Garden 17 565 spectateurs |

| Feuille de match | Feuille de match | Feuille de match                    | Feuille de match                                      | Feuille de match                                                      |
| ---------------- | --- | ----------------------------------- | ----------------------------------------------------- | --------------------------------------------------------------------- |
|                  | A. Ference (R. Peverley - D. Krejčí) — 20 min 11 s M. Recchi (M. Ryder - A. Ference) (SN) — 24 min 22 s B. Marchand (IN) — 31 min 30 s D. Krejčí (M. Ryder - Z. Chára) — 35 min 47 s D. Paille (J. Boychuk) (IN) — 51 min 38 s - M. Recchi (B. Marchand - P. Bergeron) — 57 min 39 s C. Kelly (D. Paille - Z. Chára) — 58 min 6 s M. Ryder (T. Kaberle) (SN) — 59 min 29 s | 1-0 2-0 3-0 4-0 5-0 5-1 6-1 7-1 8-1 | - 53 min 53 s — J. Hansen (R. Torres - M. Lapierre) - | Arbitrage : Stephen Walkom, Dan O'Rourke Pierre Racicot, Steve Miller |
| T. Thomas        | Gardiens | R. Luongo                           |                                                       | Arbitrage : Stephen Walkom, Dan O'Rourke Pierre Racicot, Steve Miller |
| 75 min           | Pénalités | 70 min                              |                                                       | Arbitrage : Stephen Walkom, Dan O'Rourke Pierre Racicot, Steve Miller |
| 38               | Tirs | 41                                  |                                                       | Arbitrage : Stephen Walkom, Dan O'Rourke Pierre Racicot, Steve Miller |

| 8 juin | Boston | 4-0 (1-0, 2-0, 1-0) | Vancouver | TD Garden 17 565 spectateurs |

| Feuille de match | Feuille de match | Feuille de match                                   | Feuille de match | Feuille de match                                                      |
| ---------------- | --- | -------------------------------------------------- | ---------------- | --------------------------------------------------------------------- |
|                  | R. Peverley (D. Krejčí - Z. Chara) — 11 min 59 s M. Ryder (T. Seguin - C. Kelly) — 31 min 11 s B. Marchand (P. Bergeron) — 33 min 29 s R. Peverley (M. Lucic - D. Krejčí) — 43 min 39 sp | 1-0 2-0 3-0 4-0                                    | -                | Arbitrage : Dan O'Halloran, Kelly Sutherland Jay Sharrers, Jean Morin |
| T. Thomas        | Gardiens | R. Luongo (43 min 17 s) C. Schneider (15 min 45 s) |                  | Arbitrage : Dan O'Halloran, Kelly Sutherland Jay Sharrers, Jean Morin |
| 40 min           | Pénalités | 26 min                                             |                  | Arbitrage : Dan O'Halloran, Kelly Sutherland Jay Sharrers, Jean Morin |
| 29               | Tirs | 38                                                 |                  | Arbitrage : Dan O'Halloran, Kelly Sutherland Jay Sharrers, Jean Morin |

| 10 juin | Vancouver | 1-0 (0-0, 0-0, 1-0) | Boston | Rogers Arena 18 860 spectateurs |

| Feuille de match | Feuille de match                                  | Feuille de match | Feuille de match | Feuille de match                                                      |
| ---------------- | ------------------------------------------------- | ---------------- | ---------------- | --------------------------------------------------------------------- |
|                  | M. Lapierre (K. Bieska - R. Torres) — 44 min 35 s | 1-0              | -                | Arbitrage : Stephen Walkom, Dan O'Rourke Pierre Racicot, Steve Miller |
| R. Luongo        | Gardiens                                          | T. Thomas        |                  | Arbitrage : Stephen Walkom, Dan O'Rourke Pierre Racicot, Steve Miller |
| 10 min           | Pénalités                                         | 8 min            |                  | Arbitrage : Stephen Walkom, Dan O'Rourke Pierre Racicot, Steve Miller |
| 25               | Tirs                                              | 31               |                  | Arbitrage : Stephen Walkom, Dan O'Rourke Pierre Racicot, Steve Miller |

| 13 juin | Boston | 5-2 (4-0, 0-0, 1-2) | Vancouver | TD Garden 17 565 spectateurs |

| Feuille de match | Feuille de match | Feuille de match                                  | Feuille de match                                                                                         | Feuille de match                                                      |
| ---------------- | --- | ------------------------------------------------- | --- | --------------------------------------------------------------------- |
|                  | B. Marchand (M. Recchi - D. Seidenberg) — 5 min 31 s M. Lucic (R. Peverley - J. Boychuk) — 6 min 6 s A. Ference (M. Ryder - M. Recchi) (SN) — 8 min 35 s M. Ryder (T. Kaberle) — 9 min 45 s - D. Krejčí (M. Recchi - T. Kaberle) (SN) — 46 min 59 s - | 1-0 2-0 3-0 4-0 4-1 5-1 5-2                       | - 40 min 22 s — H. Sedin (D. Sedin - C. Ehrhoff) (SN) - 57 min 34 s — M. Lapierre (D. Sedin - J. Hansen) | Arbitrage : Dan O'Halloran, Kelly Sutherland Jay Sharrers, Jean Morin |
| T. Thomas        | Gardiens | R. Luongo (8 min 35 s) C. Schneider (49 min 54 s) | | Arbitrage : Dan O'Halloran, Kelly Sutherland Jay Sharrers, Jean Morin |
| 36 min           | Pénalités | 34 min                                            | | Arbitrage : Dan O'Halloran, Kelly Sutherland Jay Sharrers, Jean Morin |
| 40               | Tirs | 38                                                | | Arbitrage : Dan O'Halloran, Kelly Sutherland Jay Sharrers, Jean Morin |

| 15 juin | Vancouver | 0-4 (0-1, 0-2, 0-1) | Boston | Rogers Arena 18 860 spectateurs |

| Feuille de match | Feuille de match | Feuille de match | Feuille de match | Feuille de match                                                    |
| ---------------- | ---------------- | ---------------- | --- | ------------------------------------------------------------------- |
|                  | -                | 0-1 0-2 0-3 0-4  | 4 min 37 s — P. Bergeron (B. Marchand) 32 min 13 s — B. Marchand (D. Seidenberg - M. Recchi) 37 min 35 s — P. Bergeron (D. Seidenberg - G. Campbell) (IN)57 min 16 s — B. Marchand (cage vide) | Arbitrage : Dan O'Halloran, Stephen Walkom Jay Sharrers, Jean Morin |
| T. Thomas        | Gardiens         | R. Luongo        | | Arbitrage : Dan O'Halloran, Stephen Walkom Jay Sharrers, Jean Morin |
| 2 min            | Pénalités        | 4 min            | | Arbitrage : Dan O'Halloran, Stephen Walkom Jay Sharrers, Jean Morin |
| 37               | Tirs             | 21               | | Arbitrage : Dan O'Halloran, Stephen Walkom Jay Sharrers, Jean Morin |

### Arbre de qualification
|  | Quarts de finale d'association | Quarts de finale d'association | Quarts de finale d'association |   |                        | Demi-finales d'association | Demi-finales d'association | Demi-finales d'association |  |   | Finale d'association | Finale d'association | Finale d'association |  |   | Finale de la Coupe Stanley | Finale de la Coupe Stanley | Finale de la Coupe Stanley |
|  |                                |                                |                                |   |                        |                            |                            |                            |  |   |                      |                      |                      |  |   |                            |                            |                            |
|  | 1                              | Capitals de Washington         | 4                              |   |                        |                            |                            |                            |  |   |                      |                      |                      |  |   |                            |                            |                            |
|  | 8                              | Rangers de New York            | 1                              |   |                        |                            |                            |                            |  |   |                      |                      |                      |  |   |                            |                            |                            |
|  | 8                              | Rangers de New York            | 1                              |   | 2                      | Flyers de Philadelphie     | 0                          |                            |  |   |                      |                      |                      |  |   |                            |                            |                            |
|  |                                |                                |                                |   | 2                      | Flyers de Philadelphie     | 0                          |                            |  |   |                      |                      |                      |  |   |                            |                            |                            |
|  |                                | 3                              | Bruins de Boston               | 4 |                        |                            |                            |                            |  |   |                      |                      |                      |  |   |                            |                            |                            |
|  | 2                              | 3                              | Bruins de Boston               | 4 | Flyers de Philadelphie | 4                          |                            |                            |  |   |                      |                      |                      |  |   |                            |                            |                            |
|  | 2                              |                                |                                |   | Flyers de Philadelphie | 4                          |                            |                            |  |   |                      |                      |                      |  |   |                            |                            |                            |
|  | 7                              | Sabres de Buffalo              | 3                              |   |                        |                            |                            |                            |  |   |                      |                      |                      |  |   |                            |                            |                            |
|  | 7                              | Sabres de Buffalo              | 3                              |   |                        |                            |                            |                            |  | 3 | Bruins de Boston     | 4                    |                      |  |   |                            |                            |                            |
|  | Association de l'Est           |                                |                                |   |                        |                            |                            |                            |  | 3 | Bruins de Boston     | 4                    |                      |  |   |                            |                            |                            |
|  |                                | 5                              | Lightning de Tampa Bay         | 3 |                        |                            |                            |                            |  |   |                      |                      |                      |  |   |                            |                            |                            |
|  | 3                              | 5                              | Lightning de Tampa Bay         | 3 | Bruins de Boston       | 4                          |                            |                            |  |   |                      |                      |                      |  |   |                            |                            |                            |
|  | 3                              |                                |                                |   | Bruins de Boston       | 4                          |                            |                            |  |   |                      |                      |                      |  |   |                            |                            |                            |
|  | 6                              | Canadiens de Montréal          | 3                              |   |                        |                            |                            |                            |  |   |                      |                      |                      |  |   |                            |                            |                            |
|  | 6                              | Canadiens de Montréal          | 3                              |   | 1                      | Capitals de Washington     | 0                          |                            |  |   |                      |                      |                      |  |   |                            |                            |                            |
|  |                                |                                |                                |   | 1                      | Capitals de Washington     | 0                          |                            |  |   |                      |                      |                      |  |   |                            |                            |                            |
|  |                                | 5                              | Lightning de Tampa Bay         | 4 |                        |                            |                            |                            |  |   |                      |                      |                      |  |   |                            |                            |                            |
|  | 4                              | 5                              | Lightning de Tampa Bay         | 4 | Penguins de Pittsburgh | 3                          |                            |                            |  |   |                      |                      |                      |  |   |                            |                            |                            |
|  | 4                              |                                |                                |   | Penguins de Pittsburgh | 3                          |                            |                            |  |   |                      |                      |                      |  |   |                            |                            |                            |
|  | 5                              | Lightning de Tampa Bay         | 4                              |   |                        |                            |                            |                            |  |   |                      |                      |                      |  |   |                            |                            |                            |
|  | 5                              | Lightning de Tampa Bay         | 4                              |   |                        |                            |                            |                            |  |   |                      |                      |                      |  | 3 | Bruins de Boston           | 4                          |                            |
|  |                                |                                |                                |   |                        |                            |                            |                            |  |   |                      |                      |                      |  | 3 | Bruins de Boston           | 4                          |                            |
|  |                                | 1                              | Canucks de Vancouver           | 3 |                        |                            |                            |                            |  |   |                      |                      |                      |  |   |                            |                            |                            |
|  | 1                              | 1                              | Canucks de Vancouver           | 3 | Canucks de Vancouver   | 4                          |                            |                            |  |   |                      |                      |                      |  |   |                            |                            |                            |
|  | 1                              |                                |                                |   | Canucks de Vancouver   | 4                          |                            |                            |  |   |                      |                      |                      |  |   |                            |                            |                            |
|  | 8                              | Blackhawks de Chicago          | 3                              |   |                        |                            |                            |                            |  |   |                      |                      |                      |  |   |                            |                            |                            |
|  | 8                              | Blackhawks de Chicago          | 3                              |   | 1                      | Canucks de Vancouver       | 4                          |                            |  |   |                      |                      |                      |  |   |                            |                            |                            |
|  |                                |                                |                                |   | 1                      | Canucks de Vancouver       | 4                          |                            |  |   |                      |                      |                      |  |   |                            |                            |                            |
|  |                                | 5                              | Predators de Nashville         | 2 |                        |                            |                            |                            |  |   |                      |                      |                      |  |   |                            |                            |                            |
|  | 2                              | 5                              | Predators de Nashville         | 2 | Sharks de San José     | 4                          |                            |                            |  |   |                      |                      |                      |  |   |                            |                            |                            |
|  | 2                              |                                |                                |   | Sharks de San José     | 4                          |                            |                            |  |   |                      |                      |                      |  |   |                            |                            |                            |
|  | 7                              | Kings de Los Angeles           | 2                              |   |                        |                            |                            |                            |  |   |                      |                      |                      |  |   |                            |                            |                            |
|  | 7                              | Kings de Los Angeles           | 2                              |   |                        |                            |                            |                            |  | 1 | Canucks de Vancouver | 4                    |                      |  |   |                            |                            |                            |
|  | Association de l'Ouest         |                                |                                |   |                        |                            |                            |                            |  | 1 | Canucks de Vancouver | 4                    |                      |  |   |                            |                            |                            |
|  |                                | 2                              | Sharks de San José             | 1 |                        |                            |                            |                            |  |   |                      |                      |                      |  |   |                            |                            |                            |
|  | 3                              | 2                              | Sharks de San José             | 1 | Red Wings de Détroit   | 4                          |                            |                            |  |   |                      |                      |                      |  |   |                            |                            |                            |
|  | 3                              |                                |                                |   | Red Wings de Détroit   | 4                          |                            |                            |  |   |                      |                      |                      |  |   |                            |                            |                            |
|  | 6                              | Coyotes de Phoenix             | 0                              |   |                        |                            |                            |                            |  |   |                      |                      |                      |  |   |                            |                            |                            |
|  | 6                              | Coyotes de Phoenix             | 0                              |   | 2                      | Sharks de San José         | 4                          |                            |  |   |                      |                      |                      |  |   |                            |                            |                            |
|  |                                |                                |                                |   | 2                      | Sharks de San José         | 4                          |                            |  |   |                      |                      |                      |  |   |                            |                            |                            |
|  |                                | 3                              | Red Wings de Détroit           | 3 |                        |                            |                            |                            |  |   |                      |                      |                      |  |   |                            |                            |                            |
|  | 4                              | 3                              | Red Wings de Détroit           | 3 | Ducks d'Anaheim        | 2                          |                            |                            |  |   |                      |                      |                      |  |   |                            |                            |                            |
|  | 4                              |                                |                                |   | Ducks d'Anaheim        | 2                          |                            |                            |  |   |                      |                      |                      |  |   |                            |                            |                            |
|  | 5                              | Predators de Nashville         | 4                              |   |                        |                            |                            |                            |  |   |                      |                      |                      |  |   |                            |                            |                            |

## Affiliations
- Ligue américaine de hockey : Bruins de Providence
- ECHL : Royals de Reading